# 赤と黒 (詩誌)
『赤と黒』（あかとくろ）は、1923年（大正12年）1月に群馬県出身の詩人の萩原恭次郎により創刊された詩誌である。しかし、同年9月1日に起きた関東大震災の影響により一時休刊となり、その後5月に第4号と1924年（大正13年）6月に号外を1冊出版して廃刊となった。
当初のメンバーは創刊者の萩原恭次郎をはじめとし、岡本潤、川崎長太郎、壺井繁治で、後に林政雄、小野十三郎が加わった。いずれもアナキズムやニヒリズムに関する思想の持ち主が多かった。
また、『赤と黒』の創刊号の表紙には「詩とは爆弾である！詩人とは牢獄の固き壁と扉とに爆弾を投ずる黒き犯人である！」と刷り込んであり、白鳥省吾の民衆詩派を批判するものであった。
なお、冬至書房より1963年（昭和38年）に復刻された『復刻版赤と黒』がある。